# 特奥多尔·纳格
特奥多尔·纳格（挪威語：Theodor Nag，1890年10月1日—1959年9月2日），挪威男子赛艇运动员。他曾代表挪威参加1920年夏季奥林匹克运动会赛艇比赛，获得男子八人单桨有舵手铜牌。

## 家庭
弟弟卡尔·纳格。